# 居伊·埃布拉尔
居伊·埃布拉尔（法語：Guy Ébrard，法語發音：[ɡi ebʁaʁ]；1926年7月13日—2017年4月17日）是一名法国政治家。 1958年至1968年间，他是法國國民議會的参成员，代表下比利牛斯省（现称大西洋比利牛斯省）。1965年至1976年间，他还担任了奥洛龙-圣玛丽市长。